# Jan van den Hoecke

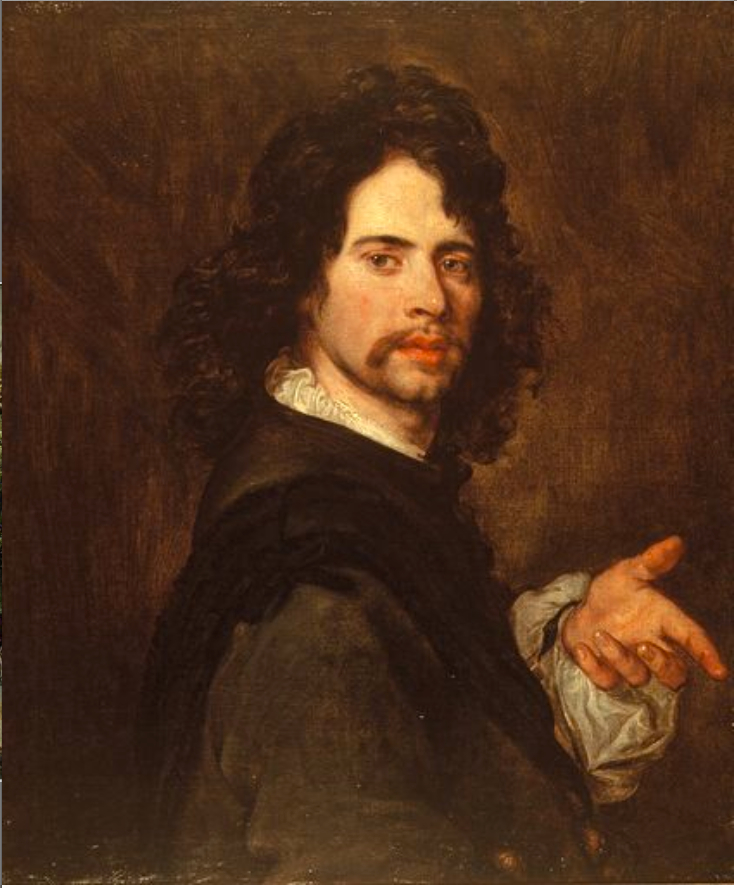
Jan van den Hoecke, Autoritratto, Museo del Monte di Pietà (Bergues)

Jan van den Hoecke (Anversa, luglio 1611 – Anversa, 1651) è stato un pittore e disegnatore fiammingo.

## Biografia
Jan van den Hoecke (o Johannes; o van Hoek, van Hoeck, Vanhoek), pittore e disegnatore di cartoni d'arazzo di epoca barocca, era figlio del pittore Caspar van den Hoecke, da cui è presumibile che abbia attinto le prime lezioni sull'arte, al pari di suo fratello Robert van den Hoecke (1622-1668), che fu anch'egli pittore.
Completò poi la sua formazione intorno al 1630-1636, nella bottega di Peter Paul Rubens e rimase sempre stilisticamente legato al Maestro, pur ispirandosi anche alla grande tradizione italiana del XVII secolo. Alla Galleria Palatina si conserva una tela di Jan van den Hoecke: si tratta di una copia della Madonna col Bambino, sant'Elisabetta e san Giovannino di Rubens.

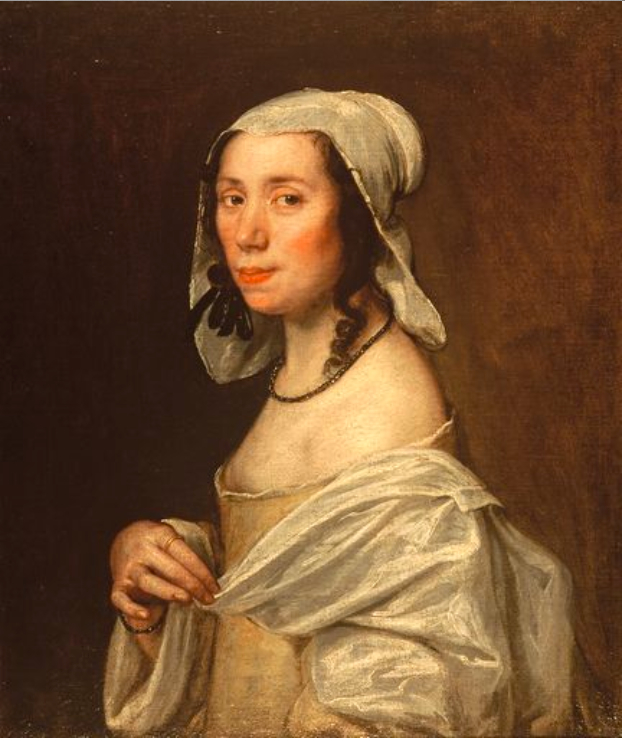
Jan van den Hoecke, Ritratto della moglie, Museo del Monte di Pietà (Bergues)

In Italia si fermò dal 1637 al 1644, divenne amico di Cassiano dal Pozzo che gli fece un ritratto, studiò i Maestri italiani contemporanei e fu particolarmente attratto dalla produzione pittorica di Guido Reni, di Domenichino e di Andrea Sacchi. Altra fonte di ispirazione fu per lui l'arte di Nicolas Poussin. Nel 1644, a Roma, fu accolto nell'Accademia dei Virtuosi al Pantheon. Nel periodo successivo, 1644-1647, a Vienna ebbe committenze da personalità della corte dell'imperatore Ferdinando III d'Asburgo.
Van den Hoecke divenne quindi pittore della corte di Leopoldo Guglielmo d'Austria - fratello dell'imperatore d'Austria e dal 1647 al 1656 governatore dei Paesi Bassi spagnoli - e lo ritrasse più volte. Leopoldo Guglielmo raccolse a Bruxelles una grande collezione di opere d'arte, che erano anche frutto di acquisti da vendite all'asta di collezioni di nobili inglesi, scacciati dal Puritanesimo. Jan van den Hoecke fu nominato conservatore di questa imponente collezione e per Leopoldo Guglielmo dipinse anche una Madonna con Bambino. Un'altra sua committenza, imponente ed elaborata, furono i cartoni di una serie di 12 arazzi, che furono realizzati intorno al 1650, con l'aiuto di altri artisti che disegnarono alcune figure e le nature morte.
Su commissione del governatore Leopoldo Guglielmo, intorno al 1650 Jan van den Hoecke progettò i cartoni per un'altra serie di 12 arazzi, sulle vanitas. Il suo cartone per i Mesi di marzo e aprile è al Kunsthistorisches Museum di Vienna.

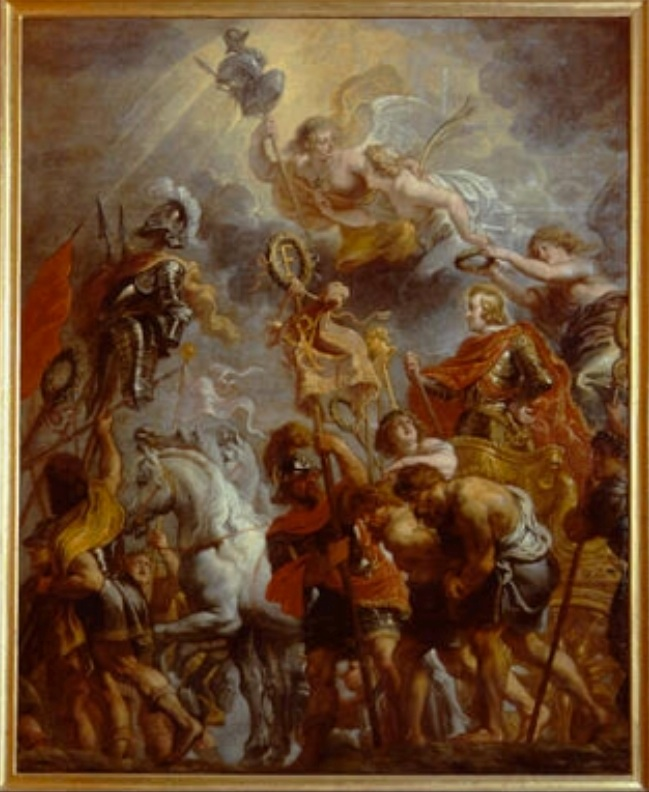
Jan van den Hoecke, Ingresso trionfale del cardinale infante Ferdinando di Spagna ad Anversa, (Uffizi)

### Fasti per l'ingresso glorioso del cardinale-infante
Nel 1635 Jan van den Hoecke, con suo padre Caspar e con altri artisti, fu impegnato nelle monumentali decorazioni dell'arco di trionfo, creato per le pompe d'ingresso ad Anversa del cardinale-infante Ferdinando (1609-1641) (Pompa Introitus Ferdinandi). Le decorazioni erano ricavate da disegni di Rubens. Questa Pompa Introitus, sotto la regia di Rubens, includeva una raffigurazione del dio del commercio Mercurio, in fuga dalla città (Anversa). A rappresentare il commercio della città, interrotto per lo sbarramento del fiume Scheldt c'erano un marinaio dormiente e un dio del fiume.

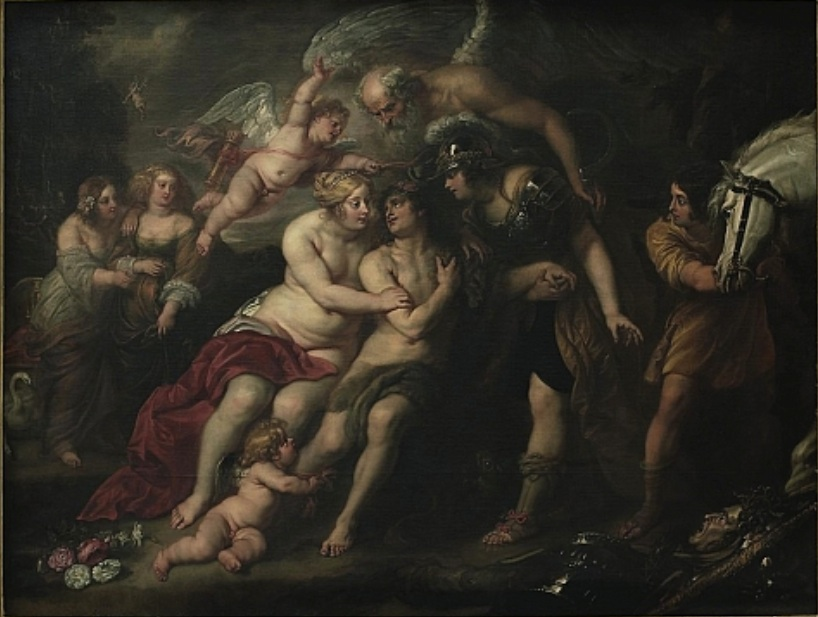
Jan van den Hoecke, Ercole fra il Vizio e la Virtù (Uffizi)

Un altro simile soggetto fu il Trionfo di David, schizzo ad olio del 1635, una volta attribuito a Rubens, che ne aveva tuttavia progettato il disegno, (Kimbell Museum, U.S). Hoecke realizzò anche nature morte con fiori. Fu influenzato anche da Antoon van Dyck, come è evidente nellAdorazione del Bambino Gesù, al Museo reale di belle arti di Anversa.

### Altre opere
- Sibylla Agrippina (attribuzione), 1630 circa, Museum Kunstpalast di Düsseldorf
- Liberalità del re (attribuzione), circa 1635, olio su tela, Palais des Beaux-Arts de Lille
- Amore vittorioso (con Paul de Vos), olio su tela, Kunsthistorisches Museum, Vienna
- Allegoria dell'arciduca Leopoldo Guglielmo, circa 1650, olio su tela, Kunsthistorisches Museum, Vienna